# Ore di Torino

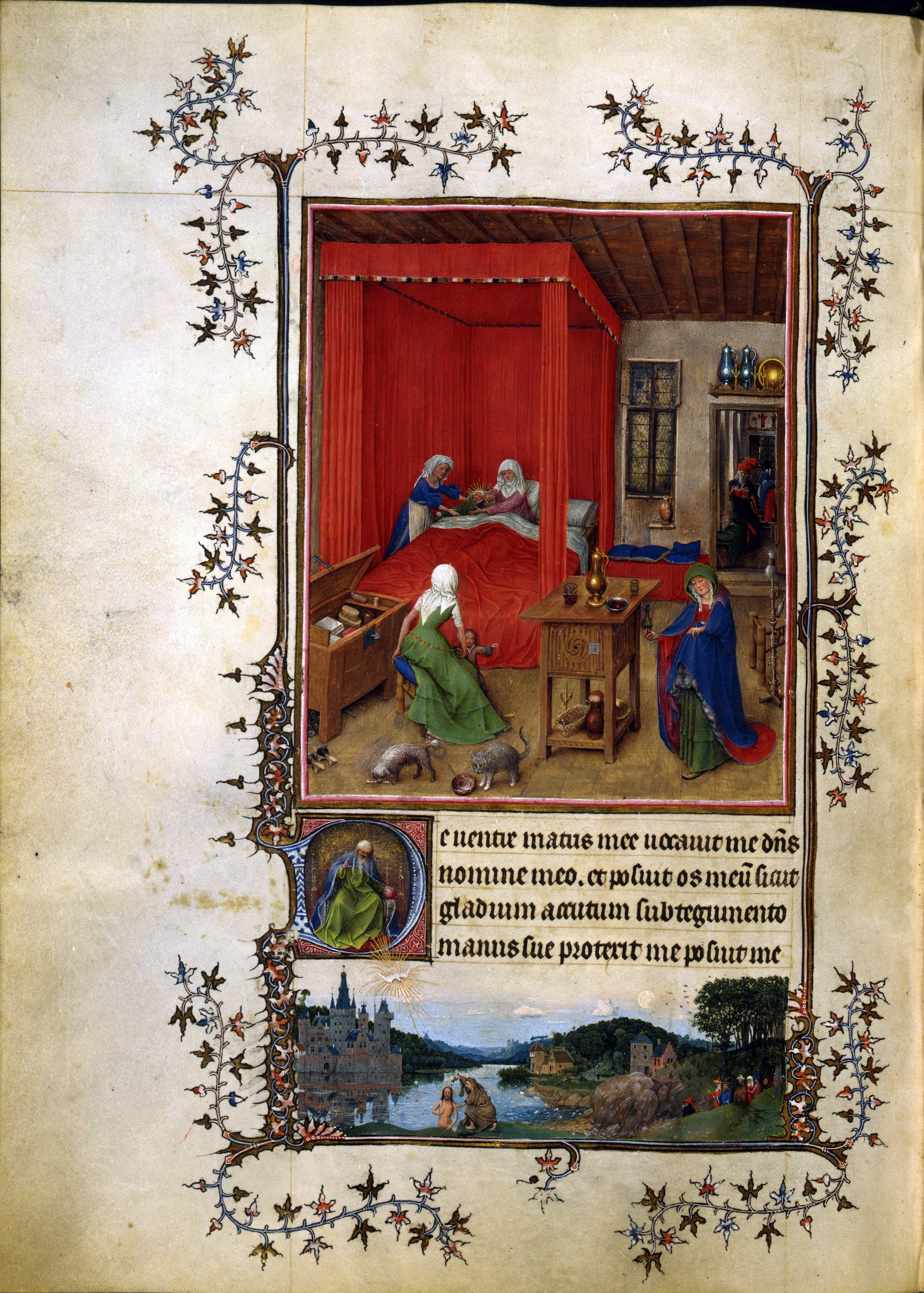
Il folio 93 v. con la Nascita del Battista

Le Ore di Torino è un libro d'ore miniato, conservato nel Museo civico d'arte antica di Palazzo Madama di Torino. Venne miniato da vari artisti per la corte del duca di Berry, tra il 1380 (le pagine più antiche di stampo marcatamente gotico) fino al 1422-1424 quando vi lavorò probabilmente Jan van Eyck, che divenne poi il fondatore e caposcuola della pittura fiamminga. Il libro era appartenuto a Jean de Berry ed è stato smembrato in più parti. Quattro fogli, con cinque miniature si trovano oggi al Louvre, ed uno al Getty Museum.

## Descrizione
Il testo è in latino e scrittura gotica. I fogli istoriati sono in totale 28, di cui 25 con miniature di grandi dimensioni.
Ciascun foglio di pergamena misura 10x13 cm e le pagine miniate con una grande scena sacra hanno: la rappresentazione che occupa circa due terzi della pagina; una lettera capitale istoriata, con piccole figure all'interno; infine una scena, legata iconograficamente a quella superiore, dipinta sulla fascia inferiore. Completano il tutto una cornice calligrafica a motivi vegetali e fogliette spinose, tipica della miniatura francese. 
Tra le miniature spicca il foglio 93 v. attribuito al giovane van Eyck e raffigurante la nascita di san Giovanni Battista. In questa scena le figure si muovono coerentemente nel paesaggio (non sono semplicemente giustapposte come in opere anteriori, quali le Très riches heures du Duc de Berry) e la luce unifica lo spazio descrivendo con realismo i personaggi e i loro gesti, oltre che la moltitudine di oggetti.
Le altre scene principali sono:
- Folio 1 v. con Annunciazione e Mosè e il cespuglio ardente (1380 circa)
- Folio 4 v. con Natività e Annuncio ai pastori (1400 circa)
- Folio 20 v. con Entrata di Cristo a Gerusalemme e Purificazione di Namaan da parte del profeta Eliseo, del cosiddetto Maestro del Battista (1409 circa)
- Folio 30 v. con Cristo nel Giardino degli Ulivi e Cristo e la Veronica, attribuito a Jan van Eyck (1420 circa)
- Folio 48 v. con Crocefissione e Sacrificio di Isacco, attribuito a Jan van Eyck o a un seguace (1420 circa)
- Folio 87 r. con Trinità, scena matrimoniale e a lato un ritratto di Jan de Berry inginocchiato (1380 circa)
- Folio 116 r. con scena di funerale, attribuito a Jan van Eyck (1420 circa)
- Folio 118 r. con Invenzione della Vera Croce e Prova della Vera Croce, attribuito a Jan van Eyck (1420 circa)
- Folio 120 r. con Madonna col Bambino in trono e Cristo orante (1380 circa)